# Тингис (мифология)
Ти́нгис (или Тинга, Тинжис; др.-греч. Τίγγη) — в берберской и греческой мифологии одна из богинь, жена великана Антея. Её муж был сыном Посейдона и Геи.

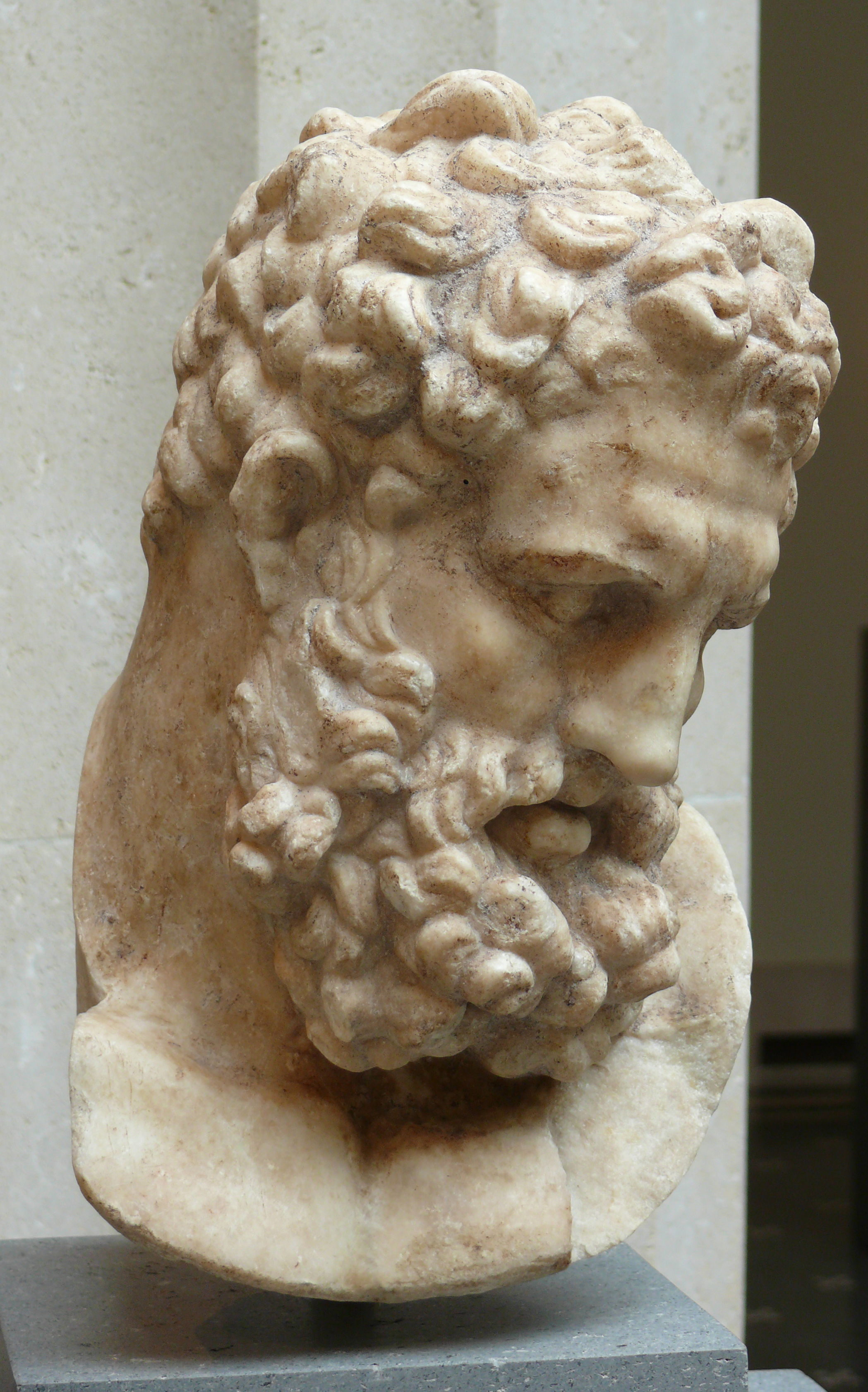
Геракл, второй супруг Тингис

## Мифология
Исследователями давно было замечено, что город Танжер своим географическим расположением тесно связан с мифологией. Мать Антея была богиней земли, в то время как его отец Посейдон, согласно ливийской легенде, являлся богом моря. Древнегреческий историк Геродот считал Посейдона древним ливийским богом, который лишь впоследствии был принят греками и включён в пантеон наравне с такими божествами, как, например, Афина.
Согласно Плутарху, берберы считали, что Геракл после поединка с Антеем, в котором тот погиб, общался с его вдовой Тингис и что в результате этой связи она родила Суфакса. Кроме того, по  древней берберской легенде, именно Суфакс построил Танжер и назвал его в честь своей матери. Кстати, в древних источниках Танжер был известен как Тингис.
В действительности же Танжер, как полагают, построили берберы. Это был важный город в раннем недолговечном царстве, известном как Мавретания. Его основал царь Сифакс, чьё имя очень похоже на имя Суфакса, сына Тинги, мифического царя и основателя Танжера.
У Геракла был ещё один сын по имени Палемон, чья мать была Ифиноей, дочерью Антея и предположительно Тингис.